# Biserica de lemn din Târlișua

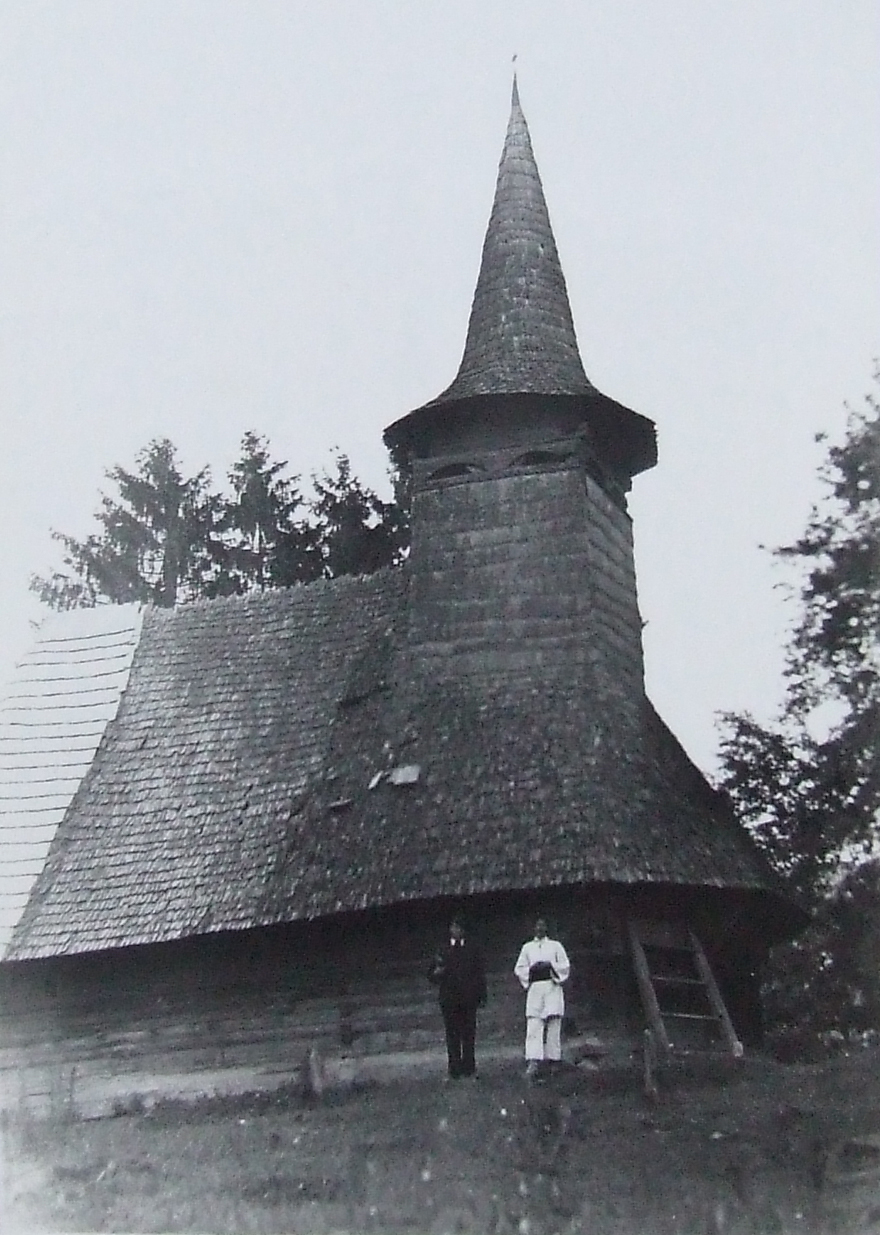
Biserica de lemn din Târlişua, judeţul Bistriţa-Năsăud. Vedere generală.

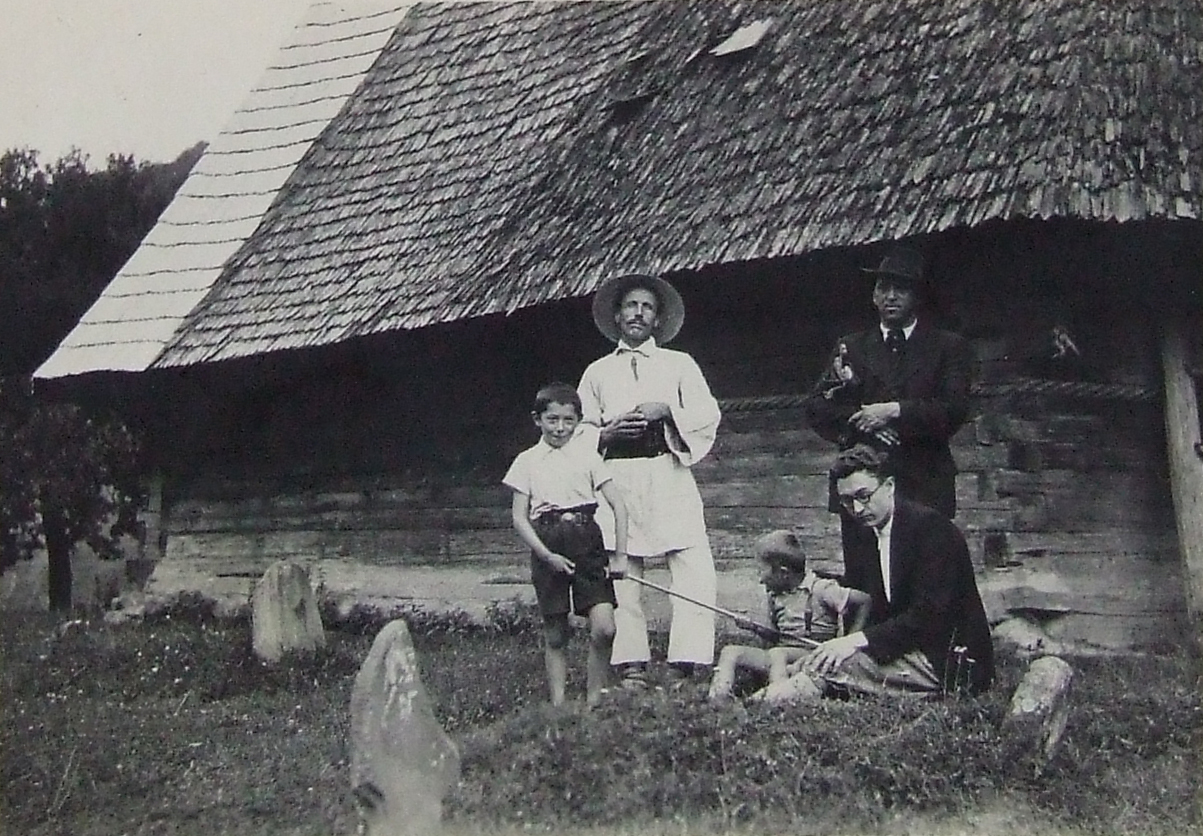
Biserica de lemn din Târlişua, judeţul Bistriţa-Năsăud. Vedere generală.

Vechea biserică de lemn greco-catolică din Târlișua a fost folosită de credincioșii din sat până în perioada interbelică. Momentul edificării ei nu se cunoaște cu exactitate. Vechea biserică de lemn a fost înlocuită cu o nouă biserică de zid, greco-catolică, ridicată în anul 1936. Hramul bisericii era "Sfinții Arhangheli Mihail și Gavriil". După construirea noii biserici, vechea biserică a fost demolată, lemnele fiind vândute unor săteni care le-au utilizat la construcția unor anexe gospodărești. În urma inundațiilor care au afectat satul Târlișua în anul 2006, aceste anexe au fost distruse.

## Istoric și trăsături
O biserică de lemn, anterioară celei ce reprezintă subiectul acestui articol a fost construită pe dealul Bisericii dar a fost distrusă de un incendiu provocat de un fulger. Pentru a nu mai păți un astfel de necaz, credincioșii au hotărât să țină rugăciuni în prima vinere de după Rusalii. În timpul ultimei invazii a tătarilor satul a fost atacat, urmele securilor păstrându-se însemnate pe ușa bisericii.
Dintr-un protocol din anul 1846 aflat în posesia bisericii din Cristeștii Ciceului, publicat în anul 1978 de către istoricul de artă Gheorghe Mândrescu aflăm informații despre aspectul și dotarea bisericii. Astfel, conform acestui protocol biserica avea turn și era făcută din lemn. Două clopote erau adăpostite în turnul clopotniță. Intrarea în biserică se făcea prin pronaos, adică prin biserica femeilor printr-o ușă din scânduri de plop. Încuietoarea era din lemn. Podul bisericii nu era podit și nici pardoseală nu era. Pereții pronaosului nu erau împodobiți cu pictură. Pronaosul era despărțit de naos printr-un zid închis în întregime și era împodobit cu trei icoane de lemn, trei icoane pictate pe sticlă precum și o cruce de lemn. Tot în pronaos se afla o măsuță, acoperită cu o față de masă din cânepă, măsuță folosită pentru închinare și pe care se afla o icoană pictată pe sticlă ce o înfățișa pe Maica Domnului. 
În naosul bisericii se ajungea din pronaos de care era despărțit printr-o ușă tot din lemn de plop cu închizătoare de lemn. Naosul era boltit iar fruntariul și pereții fiind zugrăviți. Nici naosul bisericii nu avea podea. Strana cantorului, cu patru picioare, era acoperită cu pânză albă. 
Pentru închinare exista un tetrapod, acoperit cu o față de masă de hârtie pe care se afla icoana Învierii. Tot pe acest tetrapod se mai aflau o mică icoană pictată pe sticlă și o cruce de lemn precum și două sfeșnice pentru lumânări. În naos se mai găsea o masă pentru parastase.
Iconostasul bisericii era decorat cu 6 icoane "capitale" pe lemn, încă două icoane pe sticlă și mai multe icoane mici, din lemn, în număr de 11, precum și o cruce din lemn. Din bolta naosului atârna un candelabru de lemn, nevopsit.
Absida altarului adăpostea masa altarului ce era din lemn, prestolul fiind din piatră. Masa altarului era acoperită de trei fețe de masă din cânepă, una din giulgiu dar și de o năframă roșie cu flori. Pe masa altarului se afla o cruce de lemn, frumos proporționată și pictată. De cruce era rezemată icoana Sfintei Treimi. Tot pe masă stăteau două sfeșnice din aramă. Pentru proscomidie se folosea o scândură învelită cu două fețe de masă de hârtie. O ladă de lemn era folosită ca spațiu de depozitare.
Dintre vasele specifice cultului întâlnite în această biserică, protocolul enumeră: un potir, un disc, o lingură pentru cuminecătură din cositor, o stea de aramă. Cădelnița era tot din aramă. Cărțile bisericii erau: o evanghelie, un liturghier, un minologhion și un "apostoleriu".
După edificarea noii biserici, vechea biserică a fost demolată iar lemnele au fost vândute unor săteni. O parte din bârnele pictate dar și ușa bisericii se puteau vedea până aproape de zilele noastre folosite la magazia construită în curtea casei lui Grigore Borcutean. O altă parte din lemnele bisericii au fost folosite la construcția unui căsoi, aflat pe hotar, spre satul Agrieș. 
Din păcate, inundațiile ce au afectat satul Târlișua în vara anul 2006, au făcut multe distrugeri. Printre acestea și cele două anexe gospodărești la care au fost folosite lemne din biserica de lemn a satului.